# WNYM
Koordinaten: 40° 54′ 40″ N, 74° 1′ 42″ W
WNYM-AM (“The Answer”) ist eine konservative Talkradio Clear-Channel-Station. aus Hackensack in New Jersey. Der Slogan der Station ist “The Talk of New York”. Eigentümer ist die evangelikale Salem Media Group. WNYM ist ein Affiliate des Fox News Radio.

## Verbreitung
Der Sender strahlt auf Mittelwelle von 970 kHz mit 50 kW aus. Nachts wird die Leistung auf 10 kW reduziert.

## Geschichte
Lizenziert in Newark ging die Station 1926 auf einer Frequenz von MW 1270 kHz auf Sendung und gehört heute der Salem Media Group. Ihr Gründer war Frank V. Bremer, Besitzer der Bremer Broadcasting Company. Nach mehreren Frequenzwechseln landete die Station im Jahre 1941 auf der seitdem genutzten Frequenz von 970 kHz. Dies wurde im North American Regional Broadcasting Agreement so festgehalten. 1947 startete Bremer das FM Pendant WAAT-FM (94,7 MHz, heute WNSH) und in den folgenden Jahren die Fernsehstation WATV auf Kanal 13.
1951 wurde die Station an Irving Rosenhaus weitergegeben. Das Musikformat wurde in ein middle of the road-Format geändert, wie dies in den 1950er bei vielen Stationen geschah, u. a. bei WNEW, WOR und WCBS. Später strahlte WAAT das erste Country-Musik-Format in der New York Area aus.